# Nirsa
Nirsa là một thị trấn thống kê (census town) của quận Dhanbad thuộc bang Jharkhand, Ấn Độ.

## Địa lý
Nirsa có vị trí 23°47′B 86°43′Đ / 23,78°B 86,72°Đ Nó có độ cao trung bình là 139 mét (456 feet).

## Nhân khẩu
Theo điều tra dân số năm 2001 của Ấn Độ, Nirsa có dân số 13.903 người. Phái nam chiếm 54% tổng số dân và phái nữ chiếm 46%. Nirsa có tỷ lệ 64% biết đọc biết viết, cao hơn tỷ lệ trung bình toàn quốc là 59,5%: tỷ lệ cho phái nam là 72%, và tỷ lệ cho phái nữ là 55%. Tại Nirsa, 14% dân số nhỏ hơn 6 tuổi.